# Euonymus occidentalis
Euonymus occidentalis là một loài thực vật có hoa trong họ Dây gối. Loài này được Nutt. ex Torr. mô tả khoa học đầu tiên năm 1857.